# إنزو بارينيشيا
إنزو آلان توماس بارينيشيا (بالإسبانية: Enzo Alan Tomás Barrenechea؛ مواليد 22 مايو 2001) هو لاعب كرة قدم أرجنتيني محترف يلعب كلاعب خط وسط دفاعي لصالح نادي بنفيكا في الدوري البرتغالي الممتاز، على سبيل الإعارة من نادي أستون فيلا.

## المسيرة الكروية

### بداياته
في سنواته الأولى، لعب بارينيشيا لصالح نادي نيولز أولد بويز. في صيف عام 2019، انتقل إلى سيون مقابل 3.1 مليون يورو.

### يوفنتوس
في شتاء عام 2020، انتقل بارانيشيا إلى فريق يوفنتوس تحت 23 عامًا – الفريق الاحتياطي ليوفنتوس. شارك لأول مرة مع فريق يوفنتوس تحت 23 عامًا في 25 أكتوبر 2020، في فوز خارج أرضه ضد لوكيزي. في 22 مايو 2021، أصيب بارينيشيا في الرباط الصليبي الأمامي. في 20 فبراير 2022، عاد بارينيشيا من إصابته ليدخل كبديل في الدقيقة 59 ضد سيريجنو في مباراة انتهت بالتعادل 2–2. في 2 أبريل، سجل بارينيشيا الهدف الأول في مسيرته في مباراة التعادل 1–1 ضد فيرتوس فيرونا. في 21 مايو، سجل بارينيشيا هدفًا حاسمًا في الدقيقة 12 في مباراة الإياب من الدور الثاني من التصفيات – فوز 1–0 ضد بادوفا، والذي لم يمنع يوفنتوس من الخروج من التصفيات.
بدأ بارينيشيا في الحصول على دعوات للانضمام إلى الفريق الأول في موسم 2022–23. شارك لأول مرة مع يوفنتوس في 2 نوفمبر 2022 كبديل في الدقيقة 88 لخوان كوادرادو في خسارة دوري أبطال أوروبا 2–1 أمام باريس سان جيرمان. بحلول منتصف فبراير 2023، تم نقله إلى الفريق الأول بشكل دائم. شارك لأول مرة في الدوري الإيطالي مع يوفنتوس في 28 فبراير 2023 ضد تورينو. في الأول من أبريل، أعلن يوفنتوس ترقيته النهائية إلى الفريق الأول.

#### إعارة إلى فروسينوني
في 15 أغسطس 2023، أُرسل بارينيشيا على سبيل الإعارة إلى نادي فروسينوني الصاعد حديثًا إلى دوري الدرجة الأولى الإيطالي لموسم 2023–24. شارك لأول مرة مع النادي بعد أربعة أيام، حيث دخل كبديل متأخر لعبدو هروي في هزيمة الدوري 3–1 أمام نابولي. في 19 ديسمبر، سجل هدفه الأول مع فروسينوني في فوز 4–0 على نابولي في كأس إيطاليا.

### أستون فيلا
في 1 يوليو 2024، وقع بارينيشيا مع نادي أستون فيلا في الدوري الإنجليزي الممتاز بصفقة دائمة، كجزء من انتقال مزدوج من يوفنتوس، إلى جانب صامويل إيلينج جونيور ‏. بلغت قيمة الصفقة 8 ملايين يورو، بالإضافة إلى 3 ملايين يورو كإضافات، وكانت مرتبطة بنقل دوجلاس لويز إلى يوفنتوس، على الرغم من كونها صفقة منفصلة.
في 30 أغسطس 2024، وقع بارينيشيا مع نادي فالنسيا في الدوري الإسباني على سبيل الإعارة لمدة موسم واحد.

## المسيرة الدولية
تم استدعاء بارينيشيا إلى منتخب الأرجنتين تحت 20 عامًا من قبل ليونيل سكالوني للمشاركة في بطولة كوتيف 2018 ‏ في إسبانيا.

## أسلوب اللعب
بارينيشيا هو لاعب خط وسط دفاعي، وقد تمت مقارنته ببول بوجبا وستيفن نزونزي بسبب أسلوب لعبه.

## الإحصائيات

### النادي
آخر تحديث 22 ديسمبر 2024.
| النادي            | الموسم   | الدوري                         | الدوري | الدوري  | الكأس الوطني | الكأس الوطني | كأس الدوري | كأس الدوري | أخرى   | أخرى    | المجموع | المجموع |
| النادي            | الموسم   | الدرجة                         | الظهور | الأهداف | الظهور       | الأهداف      | الظهور     | الأهداف    | الظهور | الأهداف | الظهور  | الأهداف |
| ----------------- | -------- | ------------------------------ | ------ | ------- | ------------ | ------------ | ---------- | ---------- | ------ | ------- | ------- | ------- |
| يوفنتوس نيكست جين | 2020–21  | الدوري الإيطالي الدرجة الثالثة | 3      | 0       | —            | —            | —          | —          | 0      | 0       | 3       | 0       |
| يوفنتوس نيكست جين | 2021–22  | الدوري الإيطالي الدرجة الثالثة | 8      | 1       | —            | —            | —          | —          | 5      | 1       | 13      | 2       |
| يوفنتوس نيكست جين | 2022–23  | الدوري الإيطالي الدرجة الثالثة | 26     | 4       | —            | —            | —          | —          | 5      | 0       | 31      | 4       |
| يوفنتوس نيكست جين | المجموع  | المجموع                        | 37     | 5       | 0            | 0            | 0          | 0          | 10     | 1       | 47      | 6       |
| يوفنتوس           | 2022–23  | الدوري الإيطالي                | 3      | 0       | 0            | 0            | —          | —          | 2      | 0       | 5       | 0       |
| فروسينوني (إعارة) | 2023–24  | الدوري الإيطالي                | 36     | 0       | 3            | 1            | —          | —          | —      | —       | 39      | 1       |
| أستون فيلا        | 2024–25  | الدوري الإنجليزي الممتاز       | 0      | 0       | 0            | 0            | 0          | 0          | 0      | 0       | 0       | 0       |
| فالنسيا (إعارة)   | 2024–25  | الدوري الإسباني                | 20     | 1       | 0            | 0            | —          | —          | 0      | 0       | 20      | 1       |
| الإجمالي          | الإجمالي | الإجمالي                       | 96     | 6       | 3            | 1            | 0          | 0          | 12     | 1       | 111     | 8       |

## الملاحظات
1. 1 2   تم تغيير اسم الفريق من يوفنتوس تحت 23 سنة إلى يوفنتوس الجيل القادم في أغسطس 2022.[1]

## وصلات خارجية
لا توجد روابط لمواقع التواصل الاجتماعي.

- * إنزو بارينيشيا على موقع الاتحاد الأوربي (الإنجليزية)
- إنزو بارينيشيا على موقع قاعدة بيانات كرة القدم.إي يو (الإنجليزية)
- إنزو بارينيشيا على موقع Soccerway.com (الإنجليزية)
- إنزو بارينيشيا على أستون فيلا
- إنزو بارينيشيا على الدوري الإنجليزي الممتاز

1. ↑  Four appearances in Serie C promotion play-offs
2. ↑  Appearance in Coppa Italia Serie C
3. ↑  One appearance in دوري أبطال أوروبا, one appearance in الدوري الأوروبي